# جون نيفيل (مركيز مونتاغو الأول)
جون نيفيل، مركيز مونتاغو الأول (بالإنجليزية: John Neville, 1st Marquess of Montagu)‏ كان قائداً عسكرياً لجيش أسرة يورك في حرب الوردتين وهو أيضاً الشقيق الأصغر لريتشارد نيفيل، إيرل وارويك السادس عشر.